# Sharren Haskel
Sharren Haskel  (en hébreu : שרן השכל), née le 4 mars 1984  à Toronto, est une femme politique israélienne d'origine canadienne, membre du parti Nouvel Espoir. 
Elle est membre de la Knesset pour le parti Likoud de 2015 à 2020, et depuis 2021 pour le parti Nouvel Espoir.

## Biographie
Elle est née à Toronto en Ontario au Canada. Elle a deux sœurs. Son père Amir, est né en Israel, il a été membre de la Palmah. Sa mère Fabienne est née au Maroc. Amir et Fabienne se sont rencontrés à Paris, ils ont déménagé à Toronto. La famille a déménagé après sa naissance en Israel. Elle parle hébreu, français et anglais. Elle grandit à Kfar Saba. À 18 ans elle rejoint la police. Elle a vécu six ans en Australie et a étudié à l'université ouverte d'Israël.  
En 2013 elle débute en politique, elle rejoint le Likoud aux élections législatives israéliennes de 2015 et est élue à la Liste des membres de la 20e Knesset. En février 2016, elle a voté avec ses collègues du Likoud contre plusieurs projets de loi proposés par l'opposition visant à améliorer le statut de la communauté gay: reconnaissance des veufs endeuillés, interdiction de la conversion, reconnaissance des contrats de mariage entre conjoints de même sexe. Le 23 décembre 2020, elle a annoncé qu'elle rejoignait le nouveau parti de Gideon Sa'ar, Nouvel Espoir. Elle a été placée en cinquième position sur la liste de Nouvel espoir pour les élections de mars 2021 et a été de nouveau élue à la Knesset, sa nouvelle formation, Nouvel Espoir, ayant remporté six sièges. Cette formation s'était engagée à remplacer Netanyahou après le 23 mars, et fait partie de la coalition constituée par Naftali Bennett, bien que courtisée par Benyamin Nétanyahou pour tenter, sans succès, de former une majorité. Elle défend une ligne dure à l'encontre des Palestiniens, s'opposant à l’existence d'un État palestinien et plaidant pour l'intensification de la guerre de Gaza.